# Keny Arroyo
Keny Alexander Arroyo Alvarado (ur. 14 lutego 2006 w Guayaquil) – ekwadorski piłkarz występujący na pozycji skrzydłowego lub ofensywnego pomocnika, reprezentant Ekwadoru, od 2025 roku zawodnik tureckiego Beşiktaşu.